# Termochemická rovnice
Termochemická rovnice je typ chemických rovnic, ve kterých je uvedeno uvolněné či spotřebované reakční teplo v průběhu celé rovnice a skupenství všech reagujících látek – pevné (s), kapalné (l) a plynné (g). Speciální zkratkou je aq označující vodný roztok látky.
Příklady zápisu:
- 6 C (s) + H2 (g) → C6H6 (l) [∆H0 = 53,28 kJ.mol−1]
- 2 H2 (g) + O2 (g) → 2 H2O (l) [Qr= −457 kJ.mol−1]
- C (s) + O2 (g) → CO2 (g) + 393 kJ